# Nigramma mulieris
Nigramma mulieris là một loài bướm đêm trong họ Noctuidae.